# ECM Records
ECM (Edition of Contemporary Music) är ett skivbolag grundat i München i Tyskland år 1969 av Manfred Eicher. ECM är mest känt för jazzmusik men har även gett ut en rad skivor inom andra genrer. ECM:s motto är "The Most Beautiful Sound Next to Silence", en fras tagen från en recension från 1971 av ECM-utgivningar i den kanadensiska tidningen Coda
Eicher är aktivt engagerad i bolagets utgivning, framförallt som skivproducent på de flesta av skivorna. En typisk ECM-inspelning tar tre dagar – två dagar till att spela in och en dag till att mixa. De flesta av skivorna är inspelade med Jan Erik Kongshaug (från Talent Studios och senare Rainbow Studios) i Oslo som ljudtekniker.
ECM:s utgivning är mest inriktad på jazz och man ger ut skivor med artister som pianisterna Keith Jarrett, Chick Corea, Paul Bley och Art Lande; saxofonisten Jan Garbarek, vibrafonisten Gary Burton; trummisarna Jon Christensen och Paul Motian; gitarristerna Pat Metheny, John Abercrombie, Ralph Towner och Terje Rypdal; basisterna Eberhard Weber, Charlie Haden och Dave Holland; och även Art Ensemble of Chicago. Många av skivbolagets tidiga skivor hade en viss allmän estestisk struktur med ett friskt nyanserat inspelnings-sound. Några belackare karaktäriserade ljudet som "kallt" och musiken och presentationen som "centraleuropeisk".